# Одра
О́дра, О́дер (чеш. Odra, пол. Odra, нем. Oder [ˈʔoːdɐ], сил. Uodra, в.-луж. Wódra, н.-луж. Odra) — река в Чехии, Польше и Германии. Одра образует часть границы между Польшей и Германией. Является третьей по длине рекой Польши (после Вислы и Варты).
Длина реки составляет 840 км, площадь водосборного бассейна — около 125 тыс. км². Средний расход воды вблизи устья составляет 480 м³/с.
Берёт начало в Восточных Судетах. Средний уклон составляет 1,42 м/км. Течёт по территории Чехии, затем по территории Польши (742 км через Западную Польшу). Ниже впадения реки Ныса-Лужицка по Одре на большом протяжении проходит граница между Польшей и Германией (187 км). В устье Одры располагается Щецинский залив (к северу от города Щецин), который является лагуной. При впадении в Поморскую бухту Балтийского моря она распадается на три рукава (Дзивна, Свина и Пенештром)
Для небольших судов Одра судоходна ниже устья реки Опава, для крупных судов — ниже города Кендзежин-Козле.

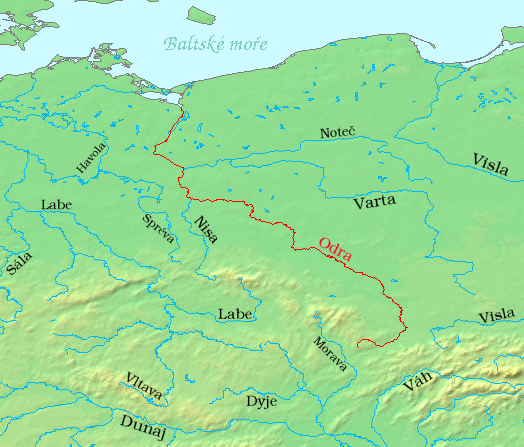

## Названия
Одра известна под несколькими названиями на разных языках, но современные очень похожи друг на друга (нем. Oder; чеш. , пол. и н.-луж. Odra, в.-луж. Wódra; кашуб. Òdra). На средневековой латыни река была известна как Od(d)era, а на латыни эпохи Возрождения — как Viadrus.
Клавдий Птолемей обозначал современную Одру как Сиев (др.-греч. Συήβος; лат. Suevus), название, по-видимому, происходившее от свевов, германского народа. Он также упоминает ещё одну реку, впадающую в этом районе в море, как Οὐιαδούα (или Οὐιλδούα; латинское Viadua или Vildua), однако ею, скорее всего, была современная Вепша, так как место её впадения составляло треть расстояния между Сиевом и Вислой. Название «Сиев», возможно, сохранилось в современном названии реки Свина, выходящей из Щецинского залива в Балтийское море.

## География
Одра имеет длину в 840 км: 112 км в Чехии, 726 км в Польше (включая 187 км на границе между Германией и Польшей), являясь третьей по длине рекой, расположенной в пределах Польши (после Вислы и Варты), однако второй по длине рекой в целом с учётом её общей протяженности, включая части в соседних странах. Площадь водосборного бассейна составляет 119 074 км², 106 043 км² из которых находятся в Польше (89 %), 7246 км² в Чехии (6 %) и 5587 км² в Германии (5 %). Каналы соединяют Одру с Хафелем, Шпрее, речной системой Вислы и Клодницей. Она протекает через Силезское, Опольское, Нижнесилезское, Любушское и Западно-Поморское воеводства Польши и земли Бранденбург и Мекленбург-Передняя Померания в Германии.
Одра впадает в Щецинский залив рядом с польским городом Полице. Щецинский залив граничит на севере с островами Узедом (с западной стороны) и Волин (с восточной). Между этими двумя островами есть только узкий проток (Свина), ведущий в Поморскую бухту, составляющую часть Балтийского моря.
Вроцлав (Нижняя Силезия) — крупнейший город, расположенный на берегах Одры.

## Навигация

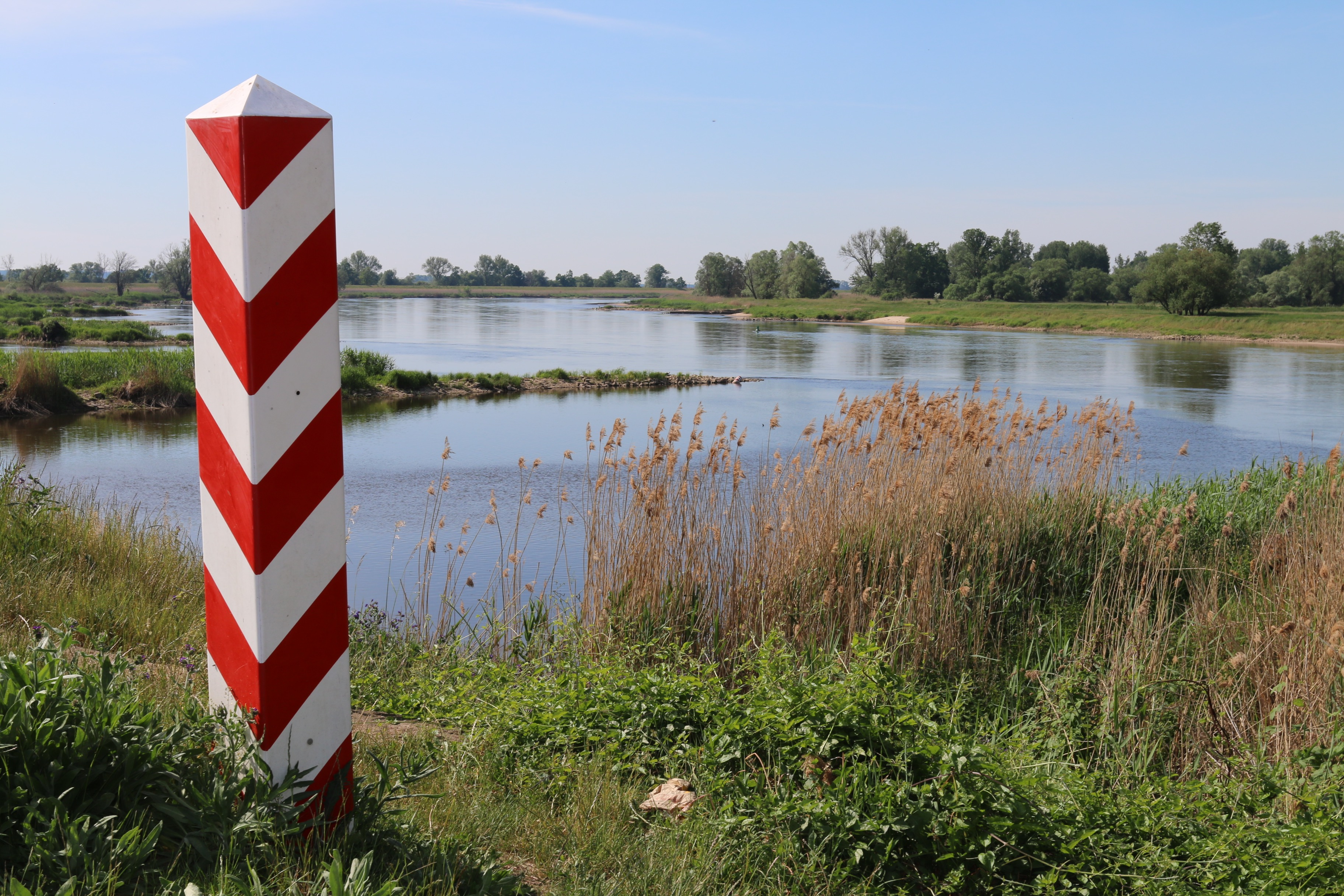
Одра, разделяющая Польшу и Германию, вид с польской стороны близ Костшина

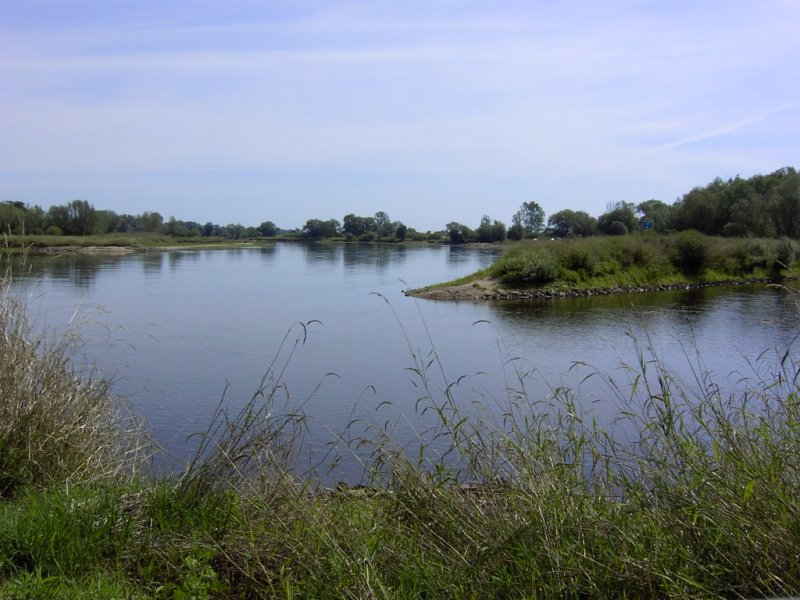
Устье Ныса-Лужицки, впадающей в Одру

Одра судоходна на значительной части своей общей протяжённости, вплоть до города Козле, где река соединяется с Гливицким каналом. Верхняя часть реки канализирована и позволяет более крупным баржам (до класса CEMT IV) перемещаться между промышленными объектами, расположенными в окрестностях Вроцлава.
Ниже по течению река течёт свободно, минуя города Айзенхюттенштадт (где канал Одер — Шпрее соединяет реку со Шпрее, текущей через Берлин) и Франкфурт-на-Одере. Ниже по течению от Франкфурта река Варта образует судоходное сообщение с Познанью и Быдгощем для небольших судов. В Хоэнзатене канал Одер — Хафель снова соединяет Одру с берлинскими водными путями.
Недалеко от устья течение Одры достигает города Щецин, крупного морского порта. Река наконец впадает в Балтийское море через Щецинский залив и устье реки в Свиноуйсьце.

## История
В античный период Одра была известна римлянам на классической латыни как Viadrus или Viadua, так как она была ответвлением Янтарного пути, ведшего от Балтийского моря в Римскую империю. В германских языках она именовалась и до сих пор называется Одером, записанным в средневековых латинских документах как Odera или Oddera. Наиболее примечательно, что под этим названием река была упомянута в «Dagome iudex» как часть западной границы Польского княжества, которым правил Мешко I, в 990 году.
До того, как славяне поселились на её берегах, Одра служила важным торговым путём, а между реками Альбис (Эльба), Одра и Висла жили различные германские племена. Столетия спустя в «Баварском географе» (ок. 845) указаны следующие западнославянские народы, жившие в бассейне Одры: слензане, дедошане, ополяне, лупигляне и голеншичи в Силезии, а также волиняне с пыжечанами в Западной Померании. В документе Пражского епископства (1086 год) упоминаются зласане, требовяне, поборане и дедошане в Силезии.
Начиная с XIII века долина Одры занимала центральное место в расселении немцев на восток, что сделало города на её берегах немецкоязычными на последующие столетия.
Финовский канал, впервые построенный в 1605 году, соединил Одру и Хафель. После завершения строительства более прямого канала Одер — Хафель в 1914 году экономическая значимость Финовского заметно снизилась.
Самое раннее важное предприятие по улучшению водного пути на Одре было начато Фридрихом Великим, который рекомендовал направить реку в новое и прямое русло в болотистой местности, известной как Одербрух близ Костшина. Эта работа была проведена в 1746—1853 годах, когда большой участок болотистой местности был взят под обработку, значительный крюк русла реки был отрезан, а основное русло успешно ограничено каналом.
В конце XIX века в водный путь Одры были внесены три дополнительных изменения:
- Канализирование основного русла Одры в Бреслау и от впадения в неё Глатцер-Нейсе до устья канала Клодниц, что составляло расстояние в более 80 км. Эти инженерные работы были завершены в 1896 году.
- В 1887—1891 годах был создан канал Одер — Шпрее, соединивший эти две реки.
- Углубление и регулирование устья и нижнего течения реки.

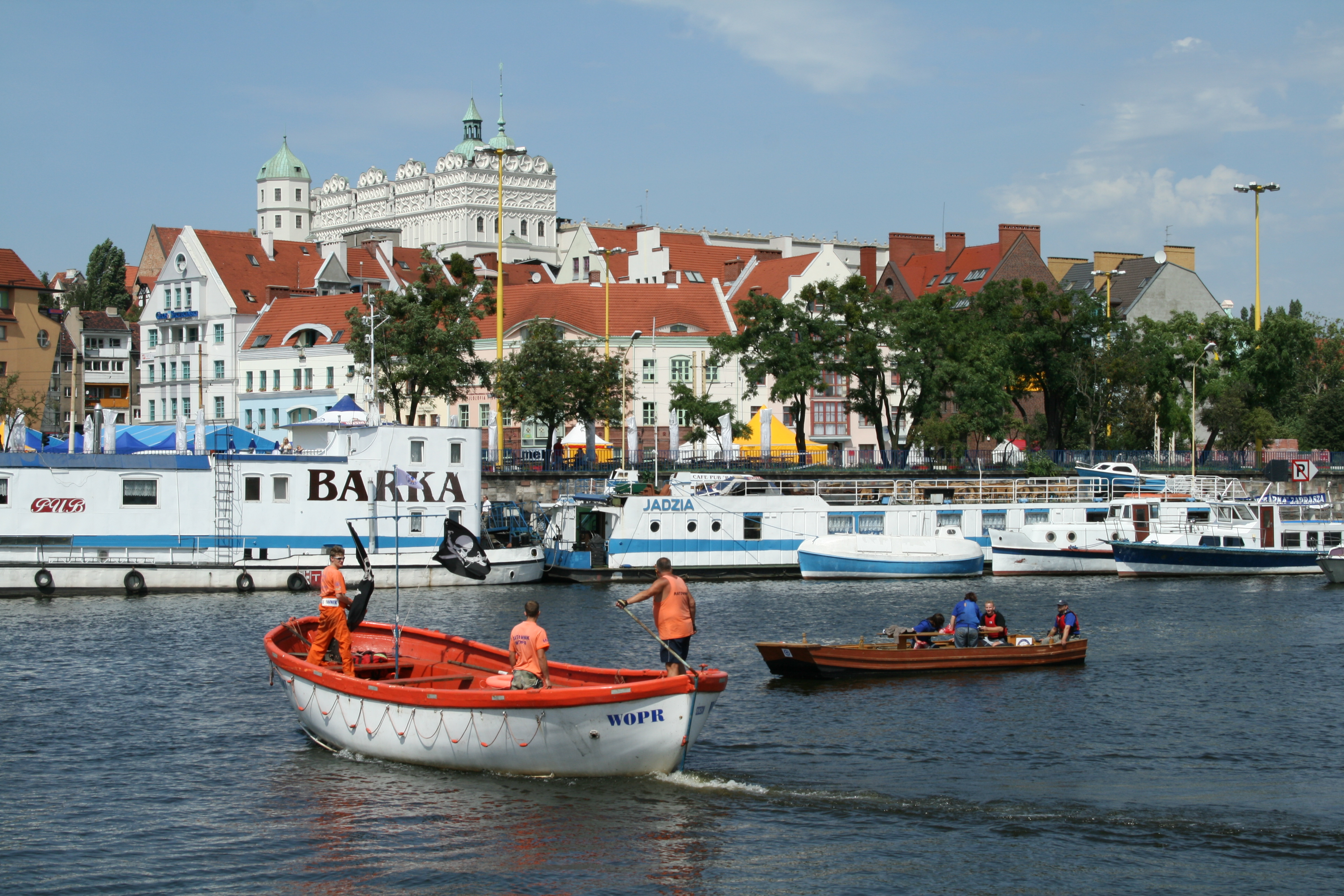
Одер в Щецине (Польша), протекающая вдоль берегов Старого города и Штеттинского замка

По Версальскому договору судоходство на Одере стало регулироваться Международной комиссией по Одеру. В соответствии со статьями 363 и 364 договора Чехословакия имела право арендовать в Штеттине (ныне Щецин) свой собственный участок в гавани, который тогда назывался Tschechoslowakische Zone im Hafen Stettin. Договор аренды между Чехословакией и Германией под надзором Великобритании был подписан 16 февраля 1929 года и был рассчитан до 2028 года, однако после 1945 года Чехословакия не восстановила это правовое положение, де-факто упразднённое в 1938—1939 годах.
На Тегеранской конференции 1943 года союзники решили, что новая восточная граница Германии пройдёт по Одре. Однако после Второй мировой войны немецкие районы к востоку от Одры и реки Ныса-Лужицка были переданы под польское управление победившими союзниками на Потсдамской конференции (по настоянию советской стороны). В результате граница по Одеру — Нейсе образовала границу между Советской оккупационной зоной (с 1949 года ГДР) и районами Германии под польским управлением. Окончательная граница между Германией и Польшей должна была быть определена на будущей мирной конференции. Часть немецкого населения к востоку от этих двух рек была эвакуирована нацистами во время войны или бежала от приближающейся Красной армии. После войны оставшиеся 8 миллионов немцев были насильственно изгнаны с этих территорий польской и советской администрациями. Восточная Германия подтвердила границу с Польшей под советским давлением в Згожелецком договоре 1950 года. Западная Германия, после периода отрицания этих договорённостей, подтвердила в 1970 году нерушимость границы, обозначенной в Варшавском договоре. В 1990 году вновь воссоединившаяся Германия и Польша подписали договор о признании линии Одеру — Нейсе своей границей.
В начале августа 2022 года на реке произошла экологическая катастрофа, последствиями которой стала массовая гибель ихтиофауны и водных млекопитающих.

## Притоки
Основные притоки:
- Ныса-Лужицка
- Варта
- Ина
- Бубр
- Быстшица
- Плоня
- Тыва
- Ружица
- Мысля
- Говеница

## Города на Одре
- Франкфурт-на-Одере
- Айзенхюттенштадт
- Костшин-над-Одрон
- Острава
- Богумин
- Рацибуж
- Ополе
- Бжег
- Вроцлав
- Глогув
- Нова-Суль
- Шведт
- Гарц
- Щецин
- Полице